# MacTeX
MacTeX（MacTeX, マックテフ、マックテック）は、macOS用のTeXディストリビューション。
組版処理ソフトの TeX を使うための標準的なファイル一式をまとめたものであり、TeXの環境を簡単な操作のみで用意することが主な機能であるとしている。作成・管理は、TeX Users Group内のMacTeX Technical Working Groupが行なっている。

## 内容
MacTeXパッケージには以下が含まれている。
TeX Live
TeX Live の内容物全てが含まれている。Mac環境には必要ないファイルも含まれるが、見落としなく全てがインストールされていることにより互換性が保証され、各種ガイドブックの手順が全てそのまま実行できるためであるとされる。
BibDesk引用管理ソフトウェア。BibTeXも参照。
LaTeXiT数式エディタ。（文書全体ではなく）単独の数式をLaTeXで作成して他のアプリケーションにコピー＆ペーストする用途を想定。
TeXShop, TeXworks統合開発環境
Ghostscriptページ記述言語インタプリタ
ImageMagickの convert ユーティリティ画像変換ツール
Latin Modern および TeX Gyre フォントTeX Live 本体にも含まれるが、MacTeX により他のMacアプリケーションでも利用できるようになる。